# Gnisvärd
Gnisvärd är en ort  i Tofta socken i Gotlands kommun utmed den gotländska västkusten cirka 15 kilometer söder om Visby. Orten utgör sedan 2015 en del av den av SCB definierade och namnsatta tätorten Tofta från att innan dess, tillsammans med bebyggelsen i Smågårde, utgjort en del av småorten Gnisvärd och Smågårde.
Utmed den norra infartsvägen till Gnisvärd ligger Gnisvärds skeppssättningar, som är daterade till bronsåldern.
Gnisvärd var förr Gotlands största fiskeläge. Ett 40-tal bodar av sten och trä ligger på ömse sidor om en med stranden parallell väg. Innanför bodarna ligger en inhägnad torkplats för nät, en så kallad gistgård. Ett stenkapell, Strandkyrkan, från 1839 bidrar till att ge platsen en ålderdomlig stämning.
Gnisvärd var ett betydande fiskeläge särskilt under strömmingsperioderna 1600–1680, 1747–1809 och 1877–1906. Särskilt känt var strömmingsfisket vid Laggrundet sydväst om Gnisvärd i slutet av 1800-talet då fisk lekte i stora mängder under april och maj. Även torsk och flundra har fiskats i större mängder här. Strandkyrkan är uppförd på platsen för ett äldre träkapell, troligen uppfört under 1600-talet.
Ursprungligen skyddades hamnen av det naturliga rev som finns här. En hamn med vågbrytare uppfördes 1931, senare utbyggd med hamn för fritidsbåtar.

## Fotogalleri

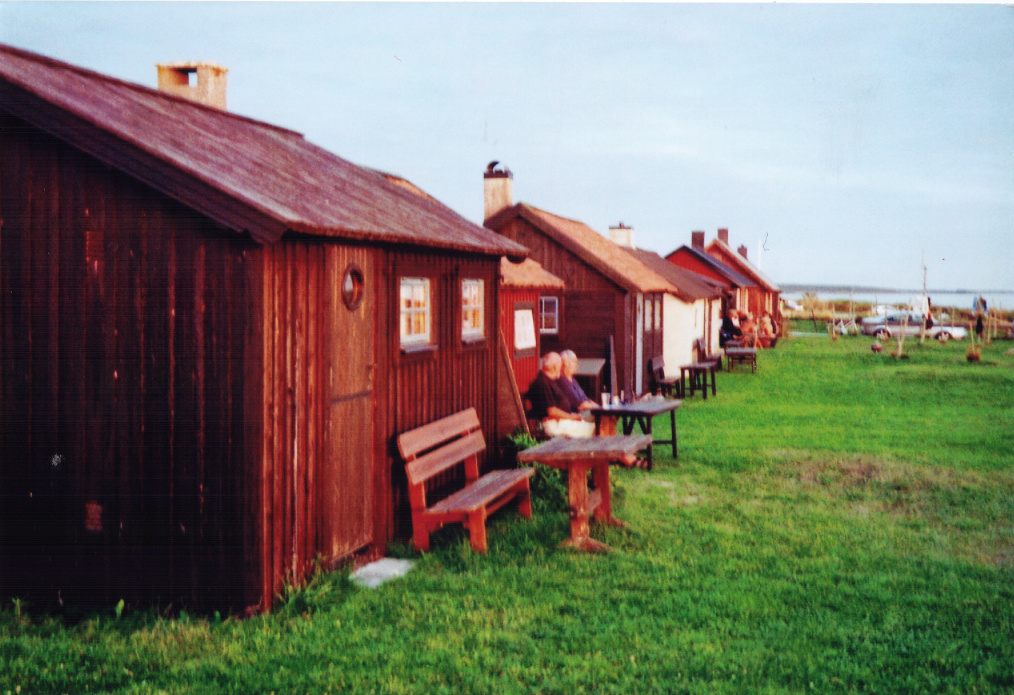
Gnisvärds fiskeläge.
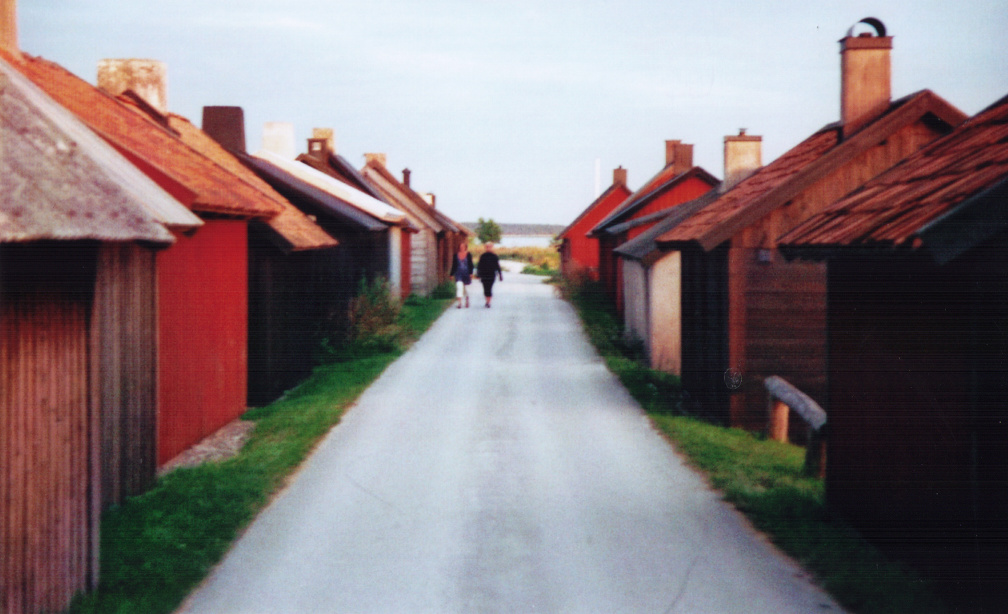
Gnisvärds fiskeläge.
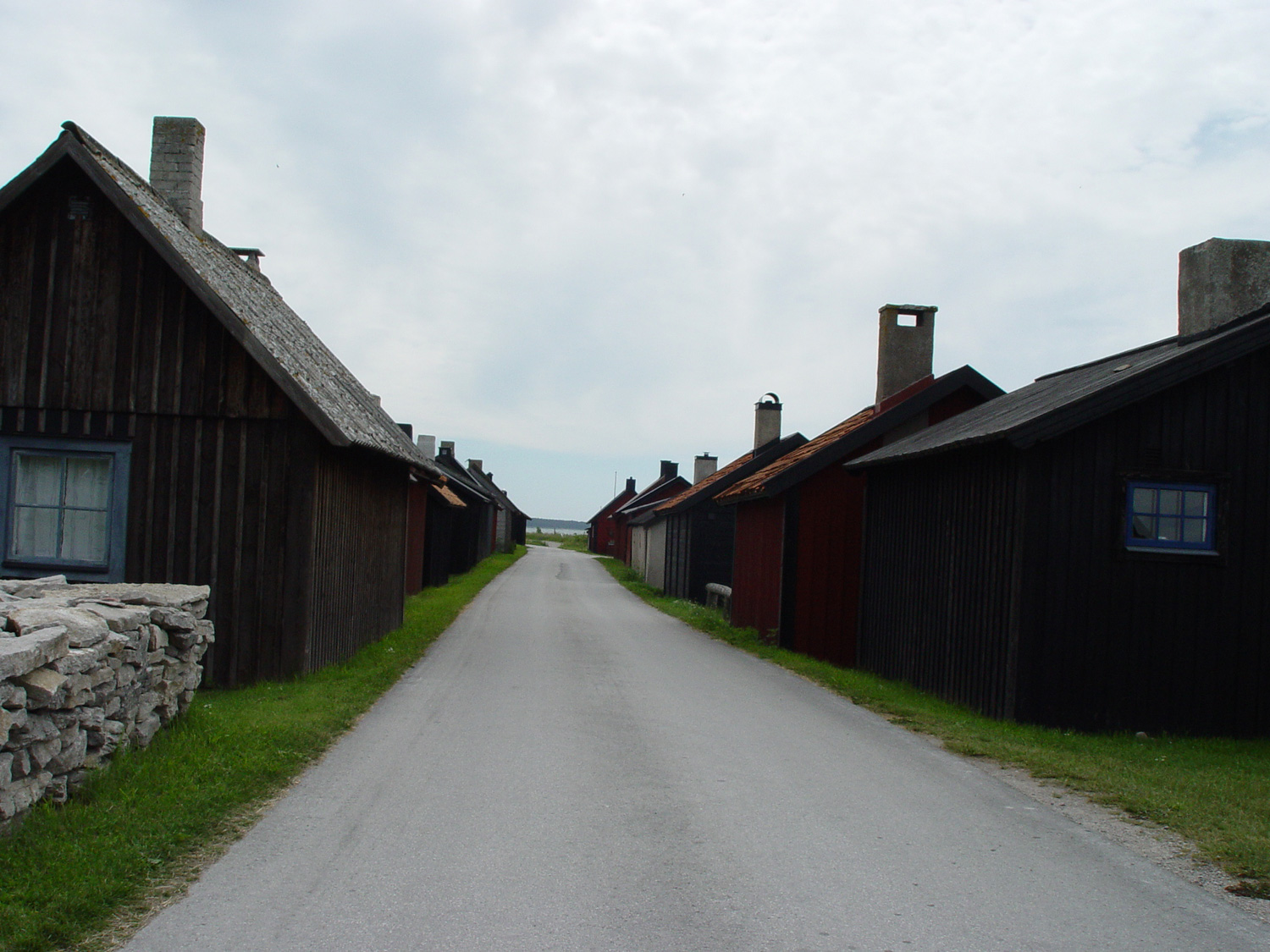
Gnisvärds fiskeläge.
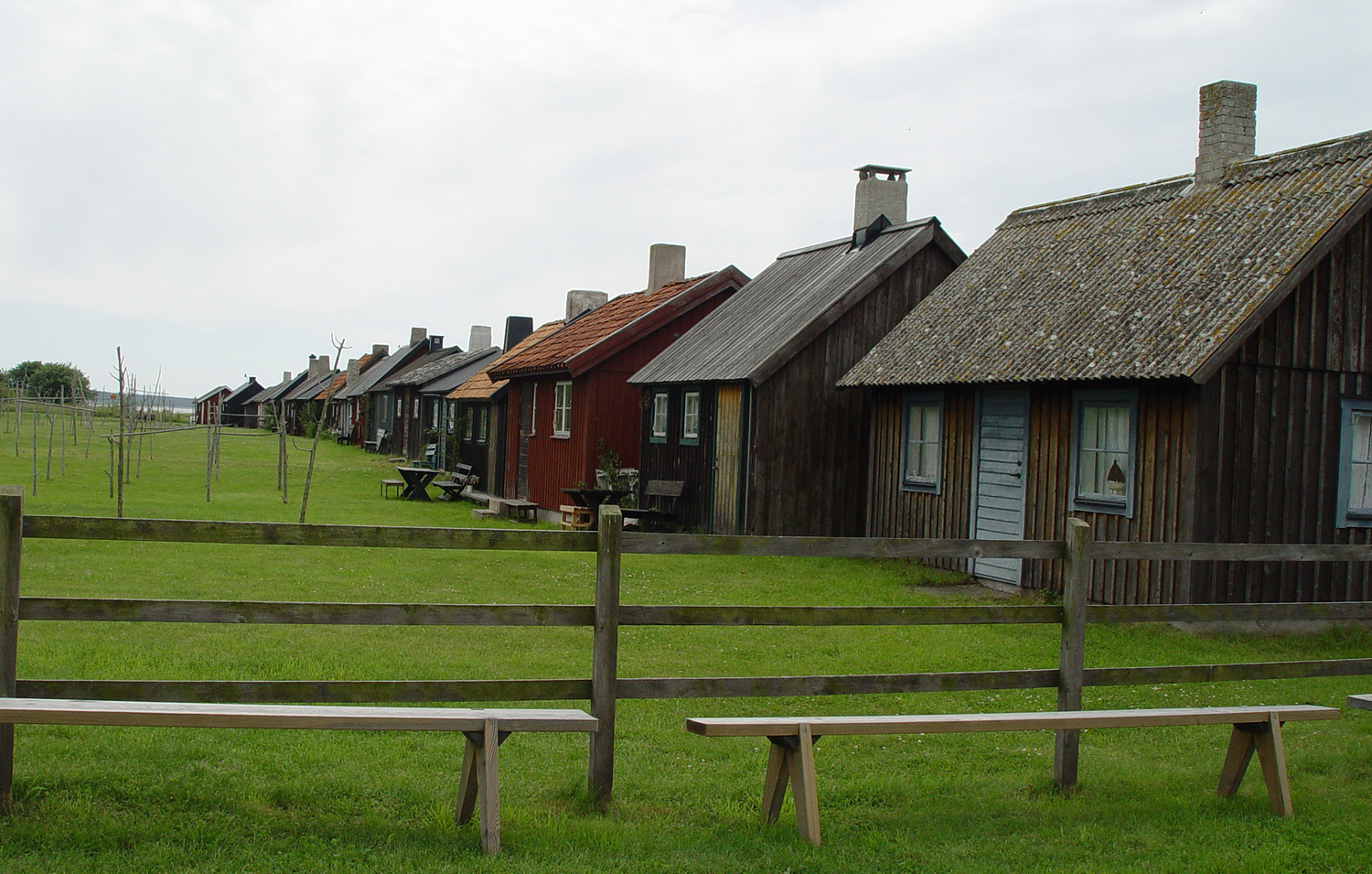
Gnisvärds fiskeläge.
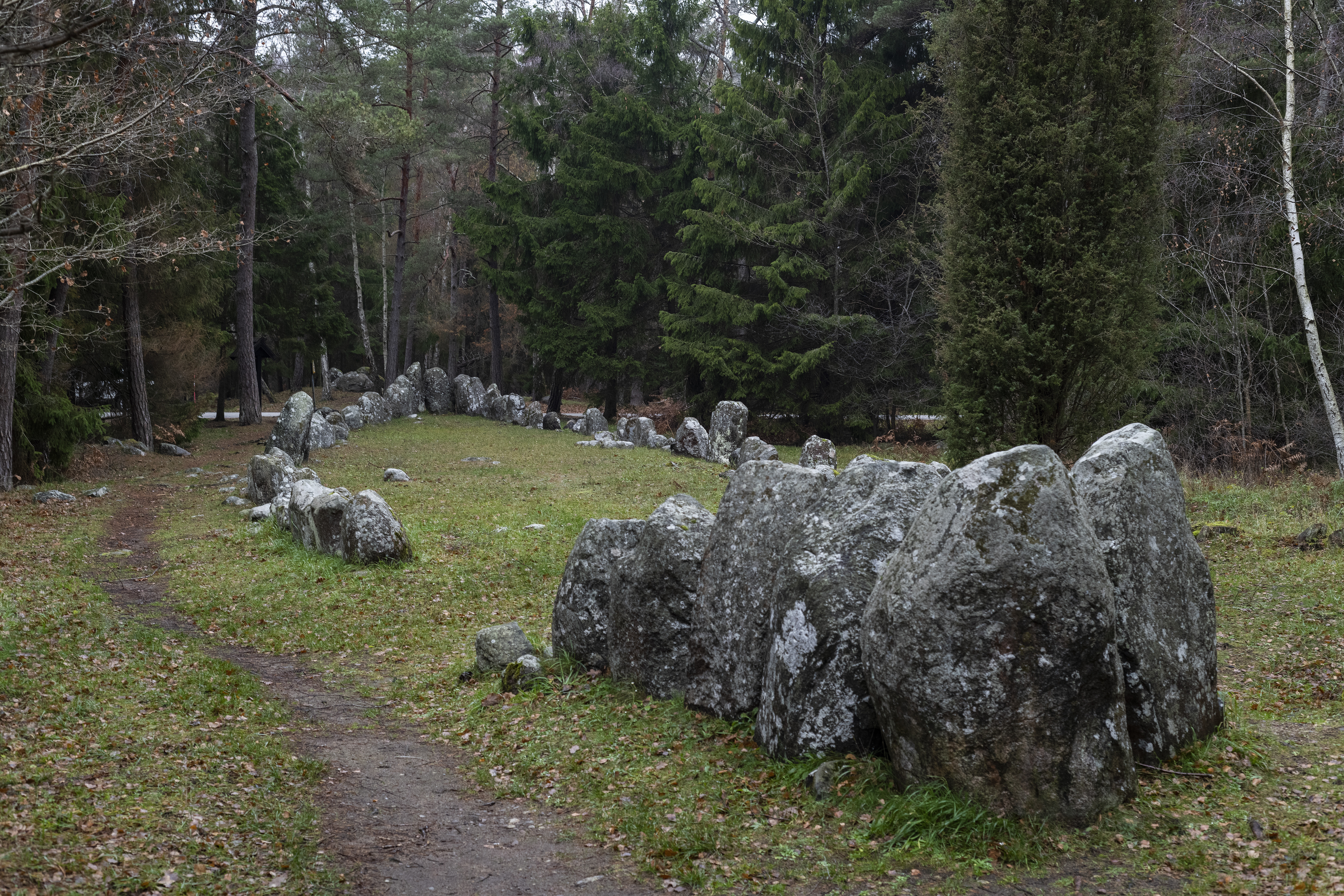
Skeppsättning sedd från Norra Gnisvärdsvägen